# 李辉 (人类学者)
李辉（1978年—），复旦大学生命科学学院教授、复旦大学现代人类学教育部重点实验室主任。

## 生平
1978年出生，上海奉贤人，其父是医生。1996年以全市高考第三名考进复旦大学遗传学系，进入金力的实验室学习。2000年本科毕业，在复旦大学现代人类学研究中心攻读博士，2005年毕业，到耶鲁医学院遗传学系做博士后。2009年回复旦任副教授，和韩昇一起选择研究曹操家族的进化速率。12月，河南安阳宣布发现曹操墓。复旦方面提出用DNA方法检测曹操墓中的头骨，被安阳方面拒绝。2011年被聘为复旦大学教授。2013年，复旦大学韩昇和李辉团队宣布完全确定曹操家族DNA。

## 著作
著或与人合著有《分子人类学基本原理与应用》《蒙古语人群的分子人类学溯源》《Y染色体与东亚族群演化》（和金力合著）《人类起源与迁徙之谜》《Languages and Genes in Northwestern China and Adjacent Regions》（《中国西北及周边的语言和基因》）《来自猩猩的你》《偒傣话——世界上元音最多的语言》《复旦校园植物图志》（和周晔合著），《岭南民族源流史》《我们是谁》（和韩昇合著），《茶道经（译注）》《道德经古本合订》《二十四节气茶事》，诗集《自由而无用的灵魂》（被称为复旦大学民间校训的“自由而无用的灵魂”，即出自李辉的诗）《紫晨词》《茶多语》《谷雨》等，译著有《夏娃的七个女儿》《我的美丽基因组》，译有梵诗集《德州菩提集》。